# Batallón de Ingenieros de Combate 121
El Batallón de Ingenieros de Combate 121 (B Ing Comb 121) fue una unidad del Ejército Argentino perteneciente al II Cuerpo de Ejército y basado en la Guarnición de Ejército «Concepción del Uruguay».

## Historia
El Batallón de Ingenieros de Combate 121 integró el Agrupamiento C que se desplazó a la provincia de Tucumán por orden del Comando General del Ejército para reforzar la V Brigada de Infantería que llevaba adelante el Operativo Independencia. El Agrupamiento C se turnaba con los Agrupamientos A y B, creados para el mismo fin. En cada partida se enviaba un oficial y tres suboficiales.
El 31 de octubre de 1977 un equipo de combate del Batallón partió de Concepción del Uruguay a Campo de Mayo —Área 400—. La pequeña unidad estaba compuesta por un jefe, cuatro oficiales, 17 suboficiales y 81 soldados. Contaba con un refuerzo de dos secciones del Regimiento de Caballería de Tiradores Blindados 6.
En el curso de los hechos murió el suboficial principal Luis Rodolfo Acevedo, por lo que el equipo de combate adquirió su nombre en su honor.
El equipo de combate regresó a Concepción el 2 de diciembre del mismo año.